# Lahstedt
Lahstedt là một đô thị của huyện Peine, bang Niedersachsen, Đức. Đô thị này có diện tích 43,6 km². Đô thị này có cự ly khoảng11 km về phía nam của Peine, và 20 km về phía tây của Braunschweig.